# Амакуса (город)
Ама́куса (яп. 天草市 Амакуса-си) — город в Японии, находящийся в префектуре Кумамото. Площадь города составляет 683,28 км², население — 83 657 человек (1 августа 2014), плотность населения — 122,43 чел./км².

## Географическое положение
Город расположен на островах Амакуса в префектуре Кумамото региона Кюсю. С ним граничат города Камиамакуса, Минамисимабара и посёлки Рейхоку, Нагасима.

## Население
Население города составляет 83 657 человек (1 августа 2014), а плотность — 122,43 чел./км². Изменение численности населения с 1980 по 2005 годы:
| 1980 | 121 574 чел. |  |
| 1985 | 118 765 чел. |  |
| 1990 | 112 068 чел. |  |
| 1995 | 107 823 чел. |  |
| 2000 | 102 907 чел. |  |
| 2005 | 96 473 чел.  |  |

## Символика
Деревом города считается Ficus superba, цветком — Hibiscus hamabo, птицей — сизая чайка.